# Hadjammar Mohamed
Hadjammar Mohamed, dit Hamou, est un homme politique algérien du mouvement des Jeunes-Algériens, aux côtés de l'Emir Khaled. 

## Biographie
Né à Djidjelli (Jijel) en 1880. Représentant de commerce, il est élu au Conseil Municipal de Djidjelli (Jijel) en 1911. La même année, il fonde le journal Le Rachidi, organe de la défense des intérêts musulmans qui fusionnera en 1919 avec L'Islam. Organe hebdomadaire démocratique pour créer le journal l'Ikdam.